# خط راينلاند

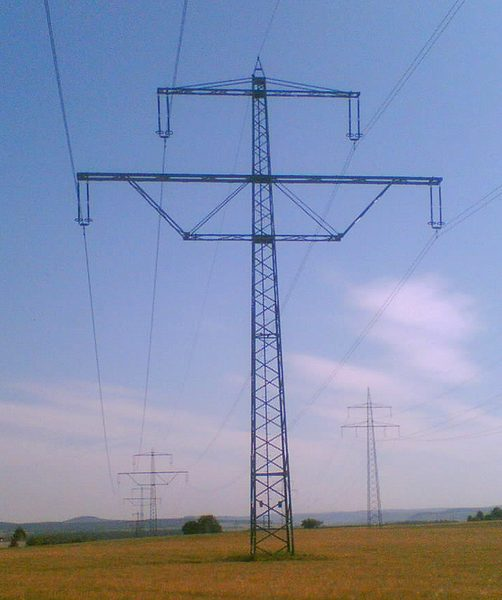
صورة لجزء من الخط

خط راينلاند (بالألمانية: Nord–Süd-Leitung). وهو الكيبل الأقدم في العالم الذي يمد الكهرباء بين الشمال والجنوب، يقع في ألمانيا. وتم بناءه في الفترة بين 1924 و 1929 من قبل آر دبليو إي جي, (بالإنجليزية: RWE AG), لنقل الطاقة الكهربائية المنتجة في محطات توليد الطاقة الكهرومائية في فورارلبرغ والنمسا وجنوب الغابة السوداء إلى منطقة الرور.

## معرض الصور

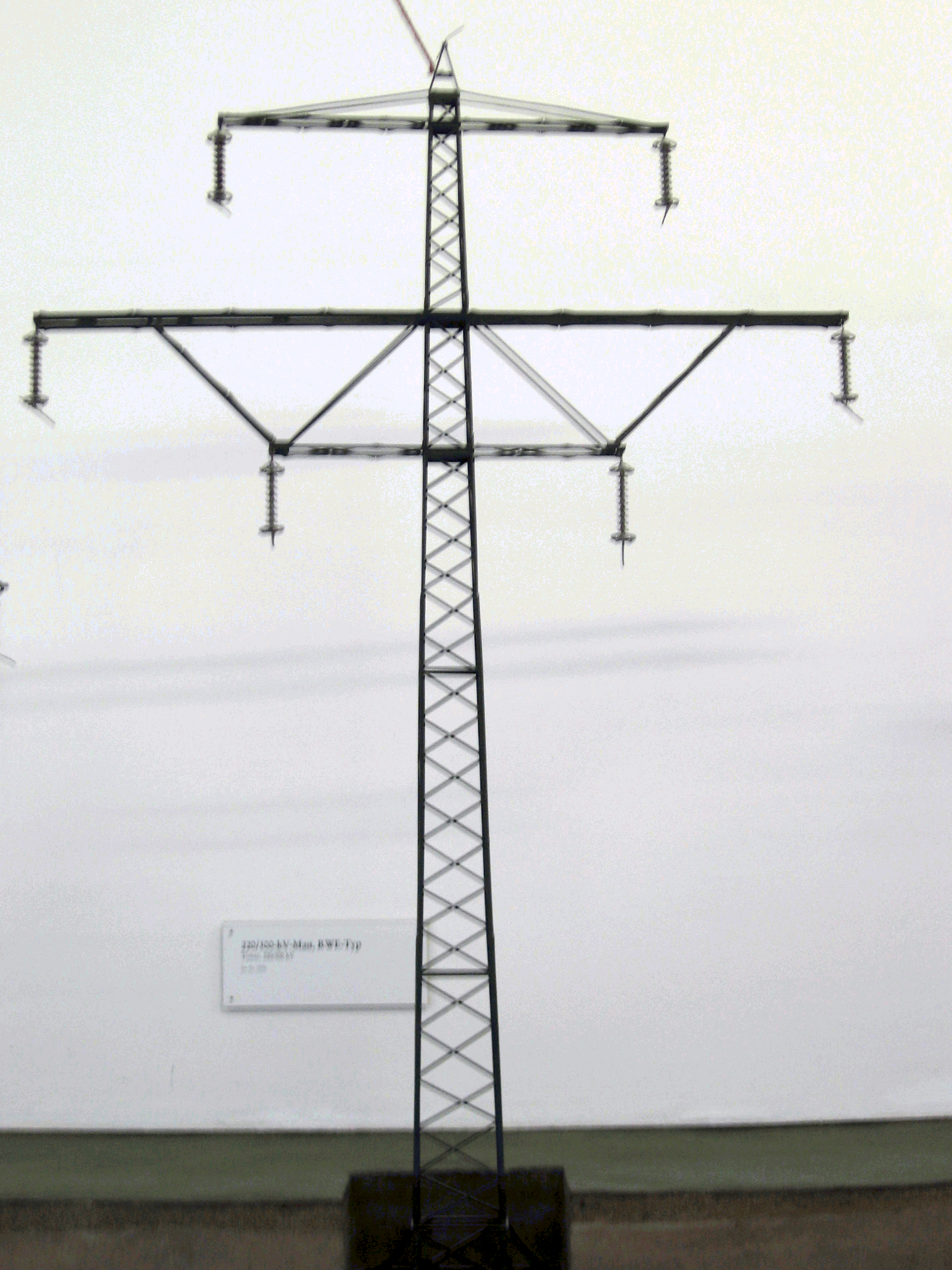
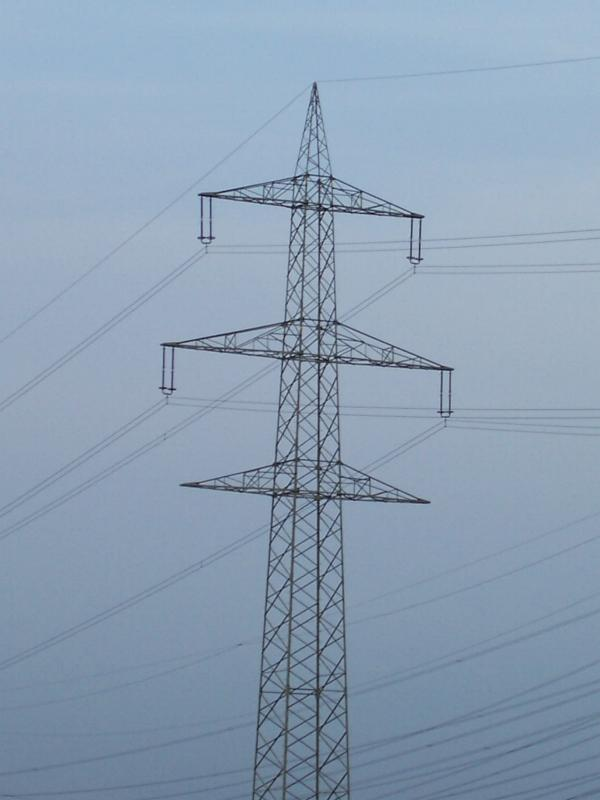
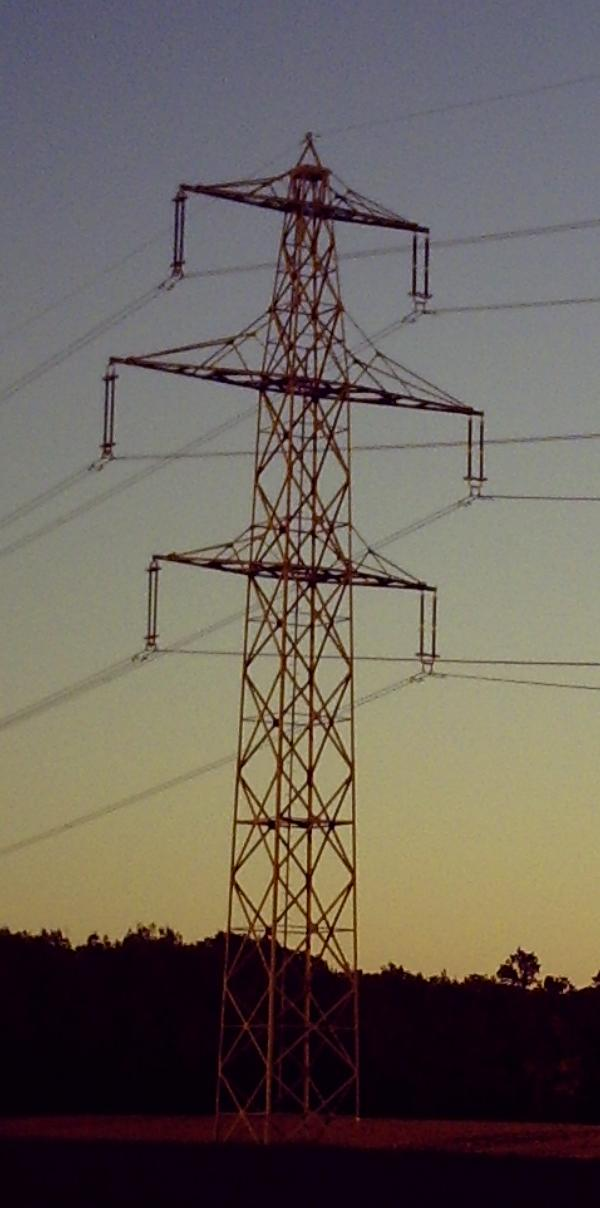
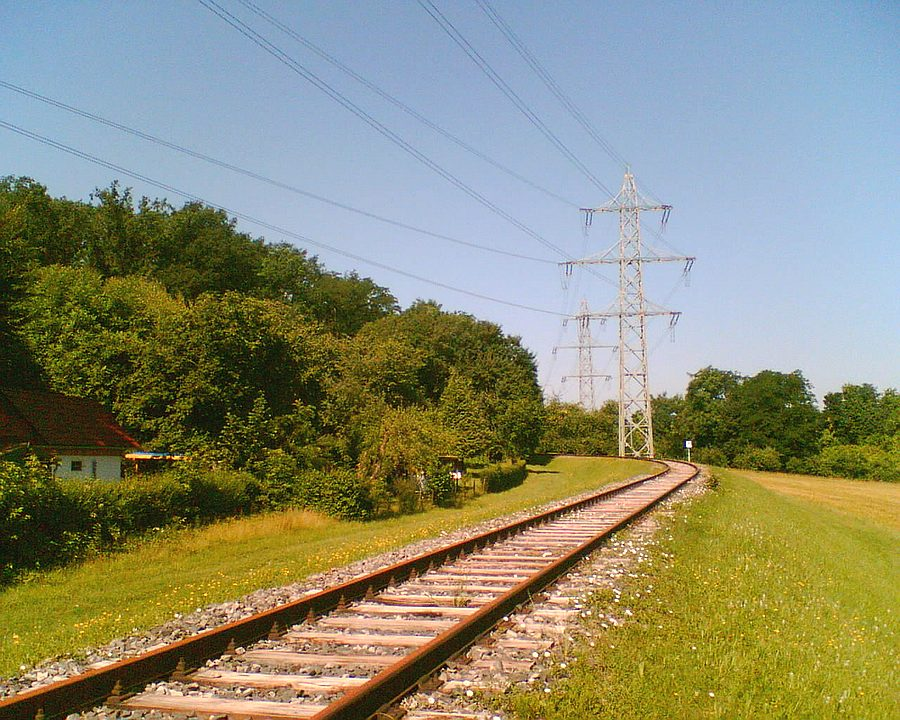
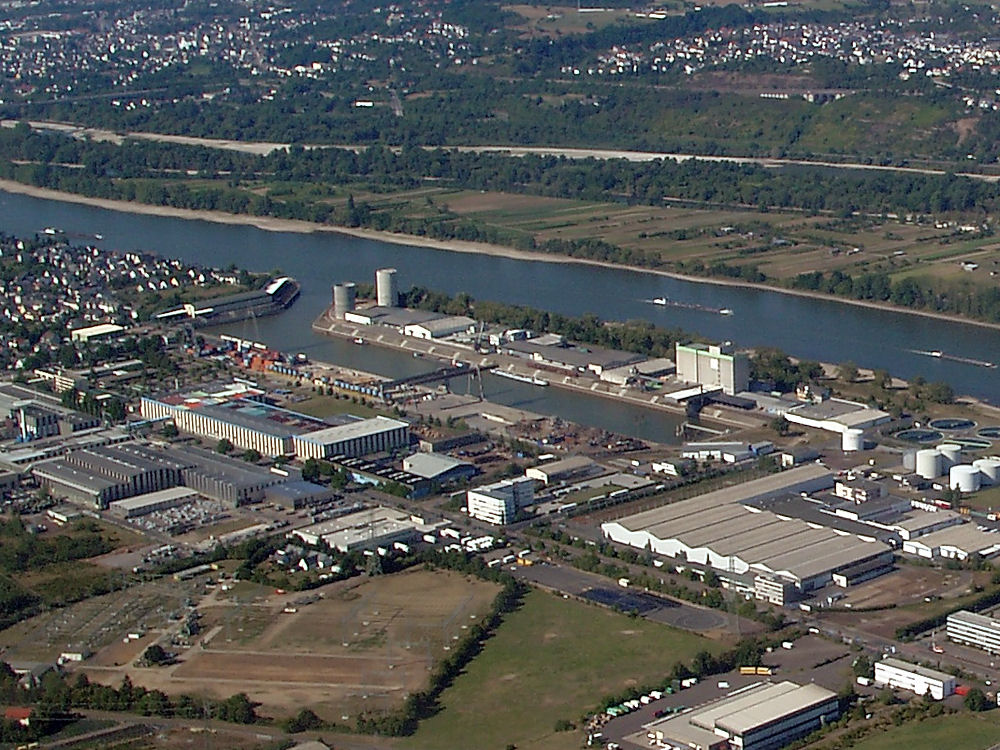

- السياحة في ألمانيا